# Spegazziniophytum patagonicum
Spegazziniophytum es un género monotípico de plantas con flores perteneciente a la familia Euphorbiaceae. Su única especie: Spegazziniophytum patagonicum es originaria de Argentina.

## Taxonomía
Spegazziniophytum patagonicum fue descrito por (Speg.) Esser y publicado en Gen. Euphorb. 371. 2001.
Sinonimia
- Colliguaja patagonica Speg.
- Spirostachys patagonica Griseb.	[3][4]